# Canton de Lapleau
Le canton de Lapleau est une ancienne division administrative française située dans le département de la Corrèze, en région Limousin.

## Histoire
Le canton de Lapleau est l'un des cantons de la Corrèze créés en 1790, en même temps que la plupart des autres cantons français. Il a d'abord été rattaché au district de Tulle avant de faire partie de l'arrondissement de Tulle.

### Redécoupage cantonal de 2014-2015
Par décret du 24 février 2014, le nombre de cantons du département passe de 37 à 19, avec mise en application aux élections départementales de mars 2015. Le canton de Lapleau est supprimé à cette occasion. Six de ses huit communes sont alors rattachées au canton d'Égletons, et les deux dernières (Latronche et Saint-Pantaléon-de-Lapleau) au canton de Haute-Dordogne.

## Géographie
Ce canton était organisé autour de Lapleau dans l'arrondissement de Tulle. Son altitude variait de 251 m (Saint-Merd-de-Lapleau et Soursac) à 686 m (Lafage-sur-Sombre) pour une altitude moyenne de 564 m.

## Administration

### Conseillers généraux de 1833 à 2015
| Période       | Période           | Identité                      | Étiquette                   | Qualité |
| ------------- | ----------------- | ----------------------------- | --------------------------- | --- |
| 1833          | 1839              | Jean Pierre François Chadabet |                             | Magistrat, Procureur du Roi à Tulle                                                                                     |
| 1839          | 1851              | Jean-Paul Marie Léopold Roche |                             | Notaire, maire de Latronche                                                                                             |
| 1851          | 1857              | François Favart               | Droite(Majorité dynastique) | Avocat puis juge Maire de Tulle (1851-1857) Député (1852-1857) Président du Conseil général (1852-1856)                 |
| 1857          | 1864              | Ernest Renaudie               |                             | Maire de Lapleau |
| 1864          | 1878 (annulation) | Léopold Roche                 |                             | Notaire, maire de Soursac                                                                                               |
| 1878          | 1881              | Ernest Renaudie               |                             | Maire de Lapleau |
| 1881          | 1887              | Élie Rouby                    | Républicain                 | Notaire, maire de Lapleau                                                                                               |
| 1887          | 1920 (décès)      | Hippolyte Rouby               | Républicain puis Rad.       | Médecin - Maire de Lapleau (1887-1920) Député (1902-1907) Sénateur (1907-1920) Président du Conseil général (1911-1920) |
| 1921          | 1940              | Élie Rouby                    | Rad.                        | Entrepreneur Maire de Lapleau                                                                                           |
|               |                   |                               |                             | |
| 1942          | 1945              | Jean-Eugène Deprun            | Rad.                        | Notaire Maire de Lapleau, conseiller d'arrondissement Nommé conseiller départemental en 1942                            |
|               |                   |                               |                             | |
| 1945          | 1970 (décès)      | Élie Rouby                    | SFIO (exclu en 1969)        | Président du Conseil général (1946-1970) Maire de Lapleau                                                               |
| 26 avril 1970 | 1985              | Charles Clair                 | PS                          | Directeur honoraire de la Mutualité agricole Maire de Lapleau (1976-1983)                                               |
| 1985          | 1992              | Yvon Gourhand                 | PS                          | Médecin Maire de Lapleau                                                                                                |
| 1992          | 2015              | Bertrand Chassagnard          | RPR puis UMP                | Agriculteur Maire de Lafage-sur-Sombre (2001-2008)                                                                      |

### Élections cantonales du 21 mars 2004
Source : Ministère de l'Intérieur, de l'Outre-mer et des Collectivités territoriales
- Hubert Fraysse (PS) - 31,83 %
- Bertrand Chassagnard (UMP), maire de Lafage-sur-Sombre - 58,91 % - Élu au premier tour
- Louis Morin (PCF) - 6,46 %
- Corinne Faucher (FN) - 2,80 %

### Conseillers d'arrondissement (de 1833 à 1940)
| Période                                  | Période           | Identité                                              | Étiquette                | Qualité |
| ---------------------------------------- | ----------------- | ----------------------------------------------------- | ------------------------ | --- |
| 1833                                     | 1845              | Joseph Pertuis (1774-1864)                            |                          | Cultivateur au bourg, maire de Soursac                                                                      |
| 1845                                     | 1848              | Louis Léonard Renaudie                                |                          | Greffier de la justice de paix à Lapleau                                                                    |
|                                          |                   |                                                       |                          | |
| 1883                                     | 1884 (annulation) | Jean-Baptiste Ernest, dit Clément Pertuis (1841-1917) |                          | Notaire à Soursac                                                                                           |
|                                          |                   |                                                       |                          | |
| 1889                                     |                   | M. Coudert                                            | Républicain puis Radical | |
|                                          |                   |                                                       |                          | |
| 1919                                     |                   | Jean-Baptiste Terracol                                | Radical                  | Notaire à Lapleau, juge de paix                                                                             |
|                                          | 1940              | Jean-Eugène Deprun                                    | Radical                  | Notaire à Lapleau, juge de paix                                                                             |
| 1940                                     |                   |                                                       |                          | Les conseils d'arrondissement ont été suspendus par la loi du 12 octobre 1940 et n'ont jamais été réactivés |
| Les données manquantes sont à compléter. |                   |                                                       |                          | |

## Composition
Le canton de Lapleau regroupait huit communes et comptait 1 740 habitants au 1er janvier 2012.
| Nom                        | Code Insee | Intercommunalité                        | Population (dernière pop. légale) |
| -------------------------- | ---------- | --------------------------------------- | --------------------------------- |
| Lapleau (chef-lieu)        | 19106      | CC de Ventadour - Égletons - Monédières | 397 (2014)                        |
| Lafage-sur-Sombre          | 19097      | CC de Ventadour - Égletons - Monédières | 118 (2014)                        |
| Latronche                  | 19110      | CC Haute-Corrèze Communauté             | 150 (2014)                        |
| Laval-sur-Luzège           | 19111      | CC de Ventadour - Égletons - Monédières | 102 (2014)                        |
| Saint-Hilaire-Foissac      | 19208      | CC de Ventadour - Égletons - Monédières | 206 (2014)                        |
| Saint-Merd-de-Lapleau      | 19225      | CC de Ventadour - Égletons - Monédières | 205 (2014)                        |
| Saint-Pantaléon-de-Lapleau | 19228      | CC Haute-Corrèze Communauté             | 71 (2014)                         |
| Soursac                    | 19264      | CC Haute-Corrèze Communauté             | 495 (2014)                        |

## Démographie
| 1962  | 1968  | 1975  | 1982  | 1990  | 1999  | 2006  | 2011  | 2012  |
| ----- | ----- | ----- | ----- | ----- | ----- | ----- | ----- | ----- |
| 3 169 | 2 847 | 2 467 | 2 113 | 1 883 | 1 825 | 1 677 | 1 706 | 1 740 |